# Joan Beringer
Joan Beringer, né le 11 novembre 2006 à Sélestat dans le Bas-Rhin, est un joueur français de basket-ball évoluant au poste de pivot et mesurant 2,11 m.

## Biographie

### Débuts dans le basket-ball
Joan Beringer naît à Sélestat où il vit jusqu'à l'âge de 10 ans. Après avoir d'abord joué au football, il ne débute le basket-ball qu'en 2021, au Strasbourg Saint-Joseph Basket. Un an plus tard, dans les traces de Frank Ntilikina, il intègre le centre de formation de la SIG Strasbourg. Durant deux saisons, Joan Beringer évolue alors en Nationale Masculine U18 Elite et Espoirs Elite.

### Passage en Slovénie (2024-2025)
En novembre 2024, il rejoint le KK Cedevita Olimpija pour quatre saisons où il joue aussi bien en Ligue adriatique qu'en EuroCoupe et sera entraîné par Zvezdan Mitrović.
En janvier 2025, il réalise, jusqu'alors, ses deux meilleurs matchs de la saison. Le 14 janvier, il inscrit 8 points, capte 11 rebonds (dont 5 offensifs), délivre 3 passes décisives et contre 2 tirs pour 21 d'évaluation en 19 minutes face à l'Hapoël Jérusalem (victoire 70-74). Huit jours plus tard, il marque 4 points, prend 9 rebonds et effectue 3 contres pour 15 d'évaluation en 23 minutes lors d'une défaite 82-87 à Bourg-en-Bresse. 
Ces performances sont remarquées et lui permettent d'intégrer les Mock Drafts. ESPN prévoit ainsi, en janvier 2025, qu'il sera sélectionné au premier tour de la draft 2025 de la NBA (24e position).
En avril 2025, Beringer annonce se présenter à la draft 2025 de la NBA.

### Arrivée en NBA (depuis 2025)
Le 25 juin 2025, il est sélectionné par la franchise des Timberwolves du Minnesota en 17e position. Il rejoint ainsi son compatriote Rudy Gobert.

### Équipe de France

#### Sélections de jeunes
Durant l'été 2024, il joue ses premiers matchs internationaux en sélection de jeunes. Il prend part à sept rencontres lors du championnat d'Europe U18. En moyenne, il inscrit 9,1 points et prend un peu plus de 5,3 rebonds.

## Palmarès et distinctions individuelles

### En club
Cedevita Olimpija
- Champion de Slovénie (2025)
- Vainqueur de la Coupe de Slovénie (2025)
- Meilleur contreur de la Ligue adriatique (2025)

### Sur la scène internationale
- Sélectionné pour participer à l'Adidas Eurocamp 2024